# Lukács Gyula (festő)
Lukács Gyula, Lichter (Lippa, 1878. január 5. – Budapest, 1966. február 9.) festő, polgári iskolai tanár. Lukács Ágnes grafikus édesapja.

## Pályafutása
Lichter Jakab pedagógus és Klein Franciska fiaként született. Családi nevét 1901-ben Lukácsra magyarosította. Temesváron végezte a tanítóképzőt, majd Pesten polgári iskolai tanári képesítést szerzett. 1913. június 29-én Budapesten, a Terézvárosban feleségül vette Szász Irént, Schwartz Mór és Bleuer Róza lányát. Nászúton Olaszországban jártak, Lukács Gyula ennek során is folyamatosan készített rajzokat, többek közt a Monte Bréről és a Lago Maggioréról. Az első világháború során főhadnagyként szolgált, majd a balkáni fronton századparancsnokként teljesített szolgálatot 1914 és 1916 között. A háború alatt a budapesti kadétiskolában is tanított. 1918 után Podolini-Volkmann Artúr Szabad Képzőművészeti Rajz- és Festőiskolájában tanult. Műveit kávéházakban készítette, gyakran járt a Japán kávéházba is. Tanult még Gallé Tibor festő, grafikusnál is. A második világháborúban zsidó származású miatt internálták. Halálát 1966-ban gyomorperforáció okozta.